# Ypthima aretas
Ypthima aretas är en fjärilsart som beskrevs av Hans Fruhstorfer 1911. Ypthima aretas ingår i släktet Ypthima och familjen praktfjärilar. Inga underarter finns listade i Catalogue of Life.